# Breaking Dawn – Biss zum Ende der Nacht, Teil 1
Breaking Dawn – Biss zum Ende der Nacht, Teil 1 (Originaltitel: The Twilight Saga: Breaking Dawn – Part 1) ist der erste Teil des US-amerikanischen Films des Regisseurs Bill Condon im Auftrag der US-Filmgesellschaft Summit Entertainment. Er basiert auf dem Roman Bis(s) zum Ende der Nacht von Stephenie Meyer und ist die Fortsetzung des Films Eclipse – Biss zum Abendrot. Im November 2012 erschien der zweite Teil Breaking Dawn – Biss zum Ende der Nacht, Teil 2.

## Handlung
Zu Beginn des Films heiratet die sterbliche Bella den Vampir Edward. Auf der Feier kommt es zwischen Edward und dem Werwolf Jacob zu einer heftigen Auseinandersetzung, nachdem er als letzter davon erfährt, dass Bella noch als Mensch mit ihrem Ehemann schlafen wird. Nach der Feier brechen Edward und Bella zu ihren Flitterwochen auf einer Insel nahe der Küste von Rio de Janeiro auf. Trotz des Risikos, Bella dabei schwer zu verletzen oder gar zu töten, schlafen die beiden in der ersten Nacht miteinander. Kurz darauf stellt Bella fest, dass sie schwanger ist. Allerdings sind trotz des frühen Stadiums bereits Bewegungen des Fötus zu spüren. Die beiden reisen unverzüglich ab und Edward plant den Fötus mit Carlisles Hilfe abzutreiben. Bella spürt jedoch inzwischen eine Verbindung zu dem Baby und wendet sich hilfesuchend an Rosalie.
Jacob erfährt von Charlie, dass Bella in den Flitterwochen krank geworden sei und deshalb noch nicht mit Edward heimkehren könne. Daraus schließt er, dass sie nun ein Vampir ist und fährt wutentbrannt zum Haus der Cullens. Dort trifft er die bereits hochschwangere Bella an, die unter Rosalies Schutz die Abtreibung verhindern konnte. Der Fötus passt jedoch nicht zu Bellas menschlichem Körper, sodass er ihr von innen schwere Verletzungen zufügt. Zudem verhindert er, dass Bella Nahrung aufnehmen kann, weshalb beide zusehends schwächer werden. Trotzdem lässt sich Bella auch von Jacob nicht überreden, die lebensgefährliche Schwangerschaft zu beenden. Sie nimmt dabei das Risiko in Kauf, für das Leben des Babys zu sterben, falls es Edward nicht gelingen sollte, sie rechtzeitig in einen Vampir zu verwandeln. Als das Wolfsrudel um Sam von Bellas Situation erfährt, plant es das Baby und somit auch Bella zu töten. Jacob widersetzt sich dieser Entscheidung und verlässt das Rudel. Er warnt die Cullens vor und verhindert so den geplanten Überraschungsangriff. Die Geschwister Leah und Seth schließen sich nun Jacobs eigenem Rudel an.
Bellas Zustand verschlechtert sich indessen rapide. Durch einen Gedanken Jacobs finden die Cullens heraus, wie sie Bella helfen können. Da sie vermuten, dass der Fötus mehr Vampir als Mensch ist, geben sie Bella menschliches Blut zu trinken, um den Durst des Babys zu stillen. Das Experiment gelingt und Bella erholt sich wieder. Dadurch wird der Fötus ebenfalls stärker. Während Carlisle, Emmett und Esme auf der Jagd sind, löst sich Bellas Plazenta ab und die Geburt wird eingeleitet. Die verbliebenen Cullens und Jacob müssen das Baby allein per Kaiserschnitt zur Welt bringen. Nachdem es Edward gelingt ein gesundes Mädchen, das sie Renesmee nennen, zu entbinden, beißt er Bella, die nun an ihren Verletzungen zu sterben droht. Mithilfe seines Giftes und Lebenserhaltungsmaßnahmen kann Edward Bellas Herz wieder zum Schlagen bringen, wodurch die Verwandlung einsetzt. Jacob, der an die Rettung Bellas nicht mehr glaubt, versucht aus Rache Renesmee zu töten. Bevor er seinen Plan in die Tat umsetzen kann, wird er auf sie „geprägt“. Dabei baut sich eine unlösbare emotionale Verbindung zwischen ihr und ihm auf, die ein Leben lang halten wird. Da Sams Rudel annimmt, dass Bella gestorben sei, will es die im Haus verbliebenen Cullens angreifen. Die Tatsache, dass Jacob auf das Baby geprägt wurde, zwingt sie allerdings zum Rückzug. Dem obersten Gesetz der Quileute zufolge, darf demjenigen, auf den ein Werwolf geprägt wurde, nicht geschadet werden.
Die letzten Szenen des Films zeigen, wie Bella im Verlauf ihrer Verwandlung durch das Vampirgift von ihren Verletzungen geheilt und ihr von der Schwangerschaft ausgezehrter Körper wiederhergestellt wird. Als ihr Herz vollends stehen bleibt und sie nicht mehr atmet, öffnet sie als neugeborener Vampir ihre nun rot leuchtenden Augen.
In einer Post-Credit-Szene erfahren die Volturi über Bellas Verwandlung. Aro merkt an, dass dies nicht das Ende des Disputes bedeutet, da es um wesentlich mehr als nur einen Menschen geht. Im Gegenteil, die Cullens haben etwas, was er will.

## Synchronisation
| Darsteller            | Rolle               | Synchronsprecher     |
| --------------------- | ------------------- | -------------------- |
| Kristen Stewart       | Bella Swan/Cullen   | Annina Braunmiller   |
| Robert Pattinson      | Edward Cullen       | Johannes Raspe       |
| Taylor Lautner        | Jacob Black         | Max Felder           |
| Billy Burke           | Charlie Swan        | Thomas Amper         |
| Peter Facinelli       | Dr. Carlisle Cullen | Philipp Moog         |
| Elizabeth Reaser      | Esme Cullen         | Elisabeth Günther    |
| Ashley Greene         | Alice Cullen        | Laura Maire          |
| Nikki Reed            | Rosalie Hale        | Angela Wiederhut     |
| Kellan Lutz           | Emmett Cullen       | Stefan Günther       |
| Jackson Rathbone      | Jasper Hale         | Benedikt Gutjan      |
| Chaske Spencer        | Sam Uley            | Jan Odle             |
| Julia Jones           | Leah Clearwater     | Maren Rainer         |
| Booboo Stewart        | Seth Clearwater     | Maximilian Belle     |
| Sarah Clarke          | Renée Dwyer         | Claudia Lössl        |
| Anna Kendrick         | Jessica Stanley     | Gabrielle Pietermann |
| Christian Serratos    | Angela Weber        | Jacqueline Belle     |
| Michael Welch         | Mike Newton         | Roman Wolko          |
| Justin Chon           | Eric Yorkie         | Patrick Roche        |
| Gil Birmingham        | Billy Black         | Thomas Wenke         |
| Michael Sheen         | Aro                 | Hans-Georg Panczak   |
| Jamie Campbell Bower  | Caius               | Dirk Meyer           |
| Christopher Heyerdahl | Marcus              | Thomas Fritsch       |

## Produktion
Mitte Juni 2010 bestätigte Summit Entertainment, dass der vierte Teil der Twilight-Saga in zwei Filme aufgeteilt wird. Des Weiteren wurde bekannt gegeben, dass Melissa Rosenberg die Drehbuchautorin des Filmes ist.
Die Dreharbeiten begannen am 8. November 2010 in Rio de Janeiro, Brasilien.
Am 18. November 2011 hatte der Film im Berliner Sony Center seine Deutschlandpremiere, am 24. November 2011 startete er deutschlandweit in den Kinos.

## Soundtrack
Wie bei den vorangegangenen Teilen, so produzierte Alexandra Patsavas auch den Soundtrack zu Breaking Dawn. Als Lead Single wurde It Will Rain von Bruno Mars ausgewählt. Im Gegensatz zu den anderen Teilen enthält der Soundtrack keinen Titel der britischen Band Muse.
Der Soundtrack wurde zwei Wochen vor dem offiziellen Kinostart veröffentlicht und erreichte direkt Platz 8 der Album-Charts.
| Nr. | Titel                                             | Interpret                |
| --- | ------------------------------------------------- | ------------------------ |
| 1.  | Endtapes                                          | The Joy Formidable       |
| 2.  | Love Will Take You                                | Angus & Julia Stone      |
| 3.  | It Will Rain                                      | Bruno Mars               |
| 4.  | Turning Page                                      | Sleeping At Last         |
| 5.  | From Now On                                       | The Features             |
| 6.  | A Thousand Years                                  | Christina Perri          |
| 7.  | Neighbors                                         | Theophilus London        |
| 8.  | I Didn’t Mean It                                  | The Belle Brigade        |
| 9.  | Sister Rosetta (2011 Version)                     | Noisettes                |
| 10. | Northern Lights                                   | Cider Sky                |
| 11. | Flightless Bird, American Mouth (Wedding Version) | Iron & Wine              |
| 12. | Requiem On Water                                  | Imperial Mammoth         |
| 13. | Cold                                              | Aqualung & Lucy Schwartz |
| 14. | Llovera                                           | Mía Maestro              |
| 15. | Love Death Birth                                  | Carter Burwell           |

## Rezeption
Bewertung der Kritiker
Der Film erhielt vor allem gemischte und negative Kritiken. So verzeichnet der Film auf Metacritic.com einen Metascore von 45/100. Rotten Tomatoes gibt an, dass nur 25 % von 212 Kritiken den Film positiv bewerteten.
Bewertung der Zuschauer
Die Zuschauer bewerteten den Film etwas besser, so werteten bei Rotten Tomatoes von über 117.000 Zuschauern 64 % den Film positiv. Bei IMDb hingegen wurde der Film von über 65.000 Benutzern mit 4,7/10 bewertet. Aus den Statistiken ist ebenfalls ersichtlich, dass Frauen den Film wesentlich positiver bewerteten als Männer (6,3/10 zu 4,0/10).
Kritiken

„Der neuste und beste der Filme über ein Mädchen, ihren Vampir und deren unmögliche, lächerlich ansprechende – ja, ich kapitulierte – Liebesgeschichte.“

„Die ‚Twilight Saga‘ ist nicht gemeinsam mit ihrer Heldin gereift. In der Tat ist der neuste Film eher ein Rückschritt und liefert mehr Füllstoff, weniger Gefühl und schlechtere CGI-Effekte als ‚Eclipse‘ im letzten Jahr.“

„Auf jeden Fall sind die letzten 20 Minuten von Breaking Dawn so erschütternd, dass es möglich ist zu vergessen, dass die meisten Darsteller wie in einer Seifenoper schauspielern und der Dialog wie von Hunger geplagt ist.“

Finanzieller Erfolg
Trotz der schlechten Kritiken erreichte der Film exzellente Einspielergebnisse, bei einem Budget von 127,5 Mio. US-Dollar spielte der Film bis Anfang März 2012 über 700 Mio. US-Dollar ein. Allein am Startwochenende in Deutschland sahen 1,05 Millionen Besucher den Film, damit war dies der dritterfolgreichste Filmstart im Jahr 2011.